# Émile Acollas
Émile Acollas (La Châtre, 1826 – Asnières, 1891) è stato un giurista e politico francese.

## Biografia
Di profondi convincimenti democratici e insegnante di diritto nell'Università di Berna, nel 1867 promosse la convocazione del I Congresso ginevrino della pace, e dalla Svizzera difese con i suoi scritti il governo della Comune di Parigi del 1871, che lo nominò decano della Facoltà di diritto alla Sorbona. Non accettò però l'incarico e si trasferì a Parigi dopo la caduta della Comune. 
Dal 1880 aderì al radicalsocialismo e affermò le sue idee socialmente progressive negli studi giuridici, in particolare nel campo della protezione dei figli naturali.

### Opere
- Manuel de droit civil, 3 voll., 1869-1873